# Aeschynomene rostrata
Aeschynomene rostrata är en ärtväxtart som beskrevs av George Bentham. Aeschynomene rostrata ingår i släktet Aeschynomene och familjen ärtväxter. Inga underarter finns listade i Catalogue of Life.